# Choumikha
Choumikha (en russe : Шумиха) est une ville de l'oblast de Kourgan, en Russie, et le centre administratif du raïon Choumikhinski. Sa population s'élevait à 16 045 habitants en 2025.

## Géographie
Elle est située à 132 km à l'ouest de Kourgan, à 118 km à l'est de Tcheliabinsk et à 1 612 km à l'est de Moscou.

## Histoire
Choumikha a été fondée en 1892 autour d'une gare ferroviaire en construction, sur la section Tcheliabinsk – Tomsk du chemin de fer Transsibérien, ouverte au trafic en octobre 1896. Elle accéda au statut de commune urbaine en 1938, puis au statut de ville en 1944.

## Population
Recensements (*) ou estimations de la population
| 1926* | 1939*  | 1959*  | 1970*  | 1979*  | 1989*  |
| ----- | ------ | ------ | ------ | ------ | ------ |
| 3 949 | 13 083 | 19 421 | 20 550 | 21 254 | 21 984 |

| 2002*  | 2010*  | 2012   | 2013   | 2014   | 2015   |
| ------ | ------ | ------ | ------ | ------ | ------ |
| 19 083 | 17 819 | 17 678 | 17 608 | 17 593 | 17 582 |